# مارك وايت (لاعب اتحاد الرغبي بريطاني)
مارك وايت (بالإنجليزية: Mark Wyatt)‏ هو لاعب اتحاد الرغبي بريطاني، ولد في 19 فبراير 1957 في كيركهاول ‏ في المملكة المتحدة.